# Giacomo Agostino Brusco
Giacomo Agostino Brusco (Savona, 1739 – Genova, 1817) è stato un ingegnere e cartografo italiano.

## Biografia
Nato a Savona da Giovanni Battista Brusco e Anna Maria Romè, era fratello degli artisti Paolo Gerolamo Brusco e Angelo Stefano Brusco.
Uomo di grande versatilità intellettuale, è stato progettista ed esecutore di strade per la Repubblica di Genova, ma anche cartografo, ingegnere militare, architetto e urbanista.
Ha ricoperto i ruoli di professore accademico, capitano, cartografo e ingegnere della Repubblica.
Negli anni tra il 1770 e il 1775 sovrintende vari progetti di strade (strada di Cornigliano; stradone di Rivarolo; strada da Sestri Levante al Ducato di Parma; progetto di stradone a Sampierdarena) tra cui spicca la strada litoranea tra Voltri e Savona, progettata nel 1774 e illustrata con un ricco e dettagliato albo cartografico, ma iniziata solo nel 1791 e terminata circa 40 anni dopo. Nel 1786 allo scopo di concludere sul lato a levante la Strada Nuovissima (iniziata nel 1778 su progetto di Gregorio Petondi) si fa artefice di un accordo tra la Repubblica di Genova e le famiglie Grimaldi e Brignole Sale, per la creazione di Piazza della Meridiana, ovvero lo spazio di raccordo tra la cinquecentesca Strada Nuova e la settecentesca Strada Nuovissima; in questa occasione Brusco ridisegna i prospetti dei palazzi gentilizi affacciati sull'invaso del nuovo spazio urbano, nella forma che ancora oggi ci è pervenuta (Palazzo Gerolamo Grimaldi, detto della Meridiana, Palazzo Gio Carlo Brignole).
Nel 1781 completa Ponte Pila a Genova, insieme al collega ingegnere militare Michele Codeviola. Nel 1796, con Carlo G. Ratti, pubblica il volume Description des beautés de Gènes et de ses environs, raccolta di illustrazioni della città.
Dal 1797 inizia per la Repubblica Ligure un vasto programma di ammodernamento delle fortificazioni di Genova, precedute da una sistematica campagna di rilievi. Gli anni dell'egemonia napoleonica lo vedono attivo in progetti civici quali il progetto per la sede del Direttorio Esecutivo in S. Domenico (al posto della demolita chiesa) e il progetto per costruzione ellittica presso la chiesa di Carignano (palazzo per Napoleone).

## Opere

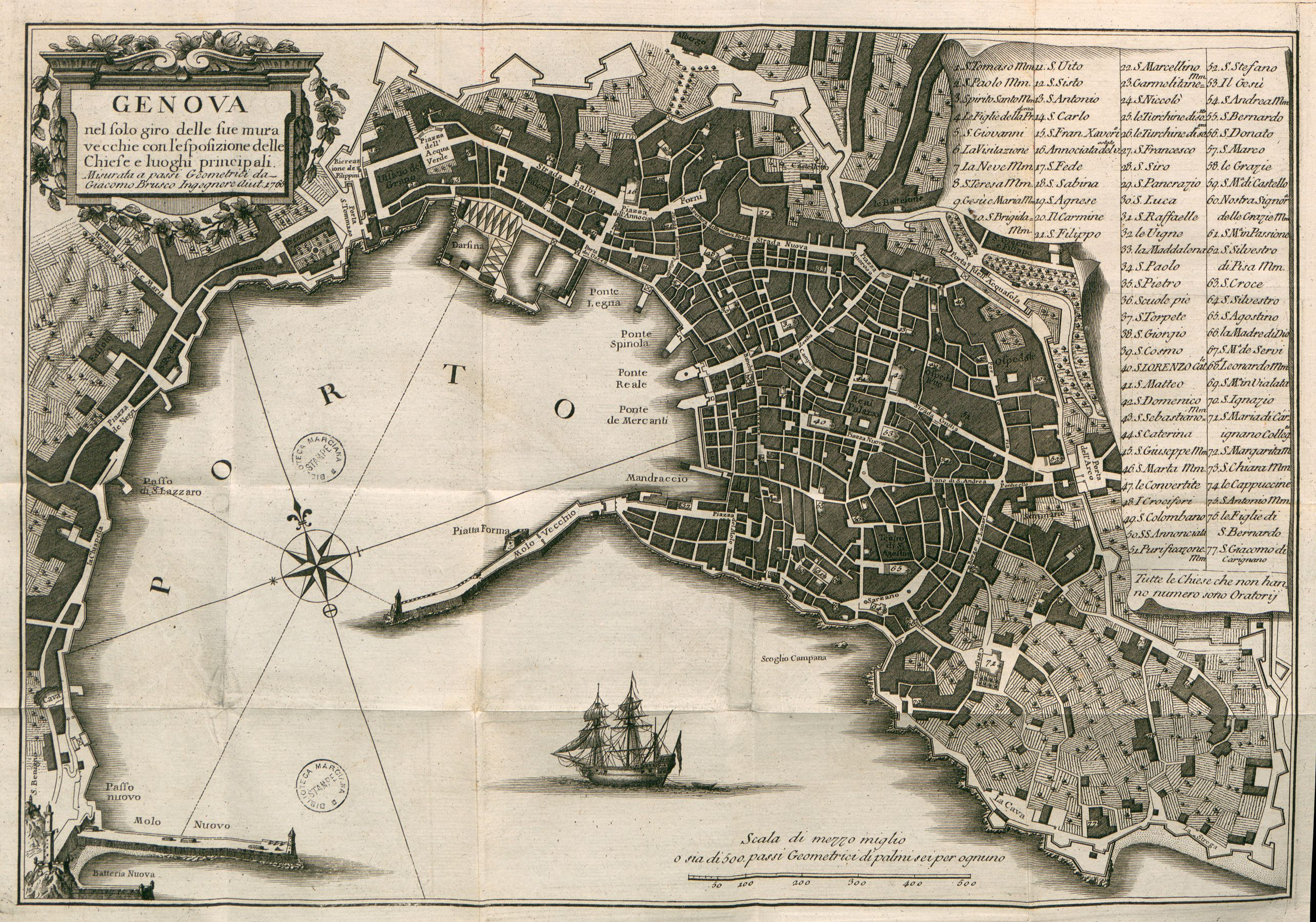
Carta di Genova da Description des beautés de Genes, 1781

- Disegno in cui si espone il progetto per rendere carrozzabile la strada tra Voltri e Savona, m.r.V.5.12, Genova, 1774.
- (FR) Description des beautés de Genes et de ses environs, ornée de differentes vuës, de tailles douce, et de la carte topographique de la ville, Genova, Yves Gravier, 1781.